# Petitmenginia matsumurae
Petitmenginia matsumurae là loài thực vật có hoa thuộc họ Cỏ chổi. Loài này được T. Yamaz. miêu tả khoa học đầu tiên năm 1950.